# Dedication (film)
Dedication è un film del 2007, esordio alla regia dell'attore Justin Theroux, presentato al Sundance Film Festival del 2007.

## Trama
Il misogino Henry è uno scrittore di libri per bambini che si ritrova costretto a lavorare a stretto contatto con l'illustratrice Lucy, questo dopo la morte del suo collega e amico Rudy.